# ماكس لورنس
ماكس لورنس (بالألمانية: Max Laurence)‏ هو ممثل ألماني، ولد في 7 أغسطس 1852 ببرلين في ألمانيا، وتوفي بنفس المكان في 26 مايو 1926.

## وصلات خارجية
- ماكس لورنس على موقع IMDb (الإنجليزية)
- ماكس لورنس على موقع ألو سيني (الفرنسية)
- ماكس لورنس على موقع قاعدة بيانات الأفلام السويدية (السويدية)
- ماكس لورنس على موقع قاعدة بيانات الفيلم (الإنجليزية)
- ماكس لورنس على موقع كينوبويسك (الروسية)